# گریس‌لند (مجموعه تلویزیونی)
گریس‌لند (انگلیسی: Graceland) مجموعه تلویزیونی درام آمریکایی است که توسط جف ایستین ساخته شده و نخستین بار در ۶ ژوئن ۲۰۱۳ از شبکه یواس‌ای نتورک پخش شد. این شبکه در ۱ اکتبر ۲۰۱۵، پس از سه فصل، پخش این مجموعه را لغو کرد.

## داستان
گروهی از مأموران مخفی از نهادهای مختلف اجرای قانون ایالات متحده، از جمله اداره مبارزه با مواد مخدر (DEA)، اف‌بی‌آی (FBI) و اداره مهاجرت و گمرک (ICE)، در خانه‌ای مصادره شده در سواحل کالیفرنیا جنوبی زندگی می‌کنند که با نام «گریس‌لند» شناخته می‌شود. مأمور تازه‌کار اف‌بی‌آی، مایک وارن، بلافاصله پس از پایان دوره آموزشی خود در کوانتیکو، به این خانه اعزام می‌شود.